# Zonosaurus maramaintso
Espèce
Statut de conservation UICN

 DD  : Données insuffisantes
Zonosaurus maramaintso est une espèce de sauriens de la famille des Gerrhosauridae.

## Répartition
Cette espèce est endémique de Madagascar.

## Description
Cette espèce est ovipare.

## Publication originale
- Raselimanana, Nussbaum & Raxworthy, 2006 : Observations and re-description of Zonosaurus boettgeri Steindachner 1891 and description of a second new species of long-tailed Zonosaurus from western Madagascar. Occasional Papers of the Museum of Zoology University of Michigan, vol. 739, p. 1-16 (texte intégral).